# Constructo (filosofía)

El centro de masas de un objeto ciertamente «existe» en algún sentido, pero no en el mismo sentido en que lo hace el objeto mismo.

En filosofía, un constructo es un objeto que es ideal, es decir, un objeto de la mente o del pensamiento, lo que significa que se puede decir que su existencia depende de la mente de un sujeto. Esto contrasta con cualquier posible objeto independiente de la mente, cuya existencia supuestamente no depende de la existencia de un sujeto observador consciente. Por tanto, la distinción entre estos dos términos puede compararse con la distinción entre fenómeno y noúmeno en otros contextos filosóficos y con muchas de las definiciones típicas de los términos realismo e idealismo también. En la teoría correspondentista de la verdad, las ideas, como los constructos, deben ser juzgadas y verificadas de acuerdo con qué tan bien se corresponden con sus referentes, a menudo concebidos como parte de una realidad independiente de la mente.

## Resumen
Como objetos dependientes de la mente, los conceptos que generalmente se ven como construcciones incluyen los objetos abstractos designados por símbolos tales como 3 o 4, o palabras como libertad o frío, ya que se ven como resultado de la inducción o abstracción que luego se pueden aplicar a objetos observables o comparados con otros constructos. Por lo tanto, las hipótesis y teorías científicas (por ejemplo: la teoría de la evolución o la teoría de la gravedad), así como las clasificaciones (por ejemplo: en la taxonomía biológica), también son entidades conceptuales que a menudo se consideran constructos en el sentido mencionado anteriormente. Por el contrario, la mayoría de las cosas concretas y cotidianas que rodean al observador pueden clasificarse como objetivas (en el sentido de ser «reales», es decir, que se cree que existen externamente al observador).
La cantidad de lo que el observador percibe como objetivo es controvertido, por lo que la definición exacta de constructos varía mucho entre diferentes puntos de vista y filosofías. La opinión de que los sentidos capturan la mayoría o todas las propiedades de los objetos externos directamente se asocia generalmente con el término realismo directo. Muchas formas de nominalismo atribuyen el proceso de construcción conceptual al lenguaje mismo. Por el contrario, el idealismo platónico generalmente sostiene que existe una «realidad» independiente del sujeto, aunque esta realidad se ve como ideal, no física o material, por lo que no puede ser conocida por los sentidos.
La creación de constructos es parte de la operacionalización, especialmente la creación de definiciones teóricas. La utilidad de una conceptualización sobre otra depende en gran medida de la validez de constructo. Para abordar la no observabilidad de los constructos, las agencias federales de los Estados Unidos así como los Institutos Nacionales de Salud del Instituto Nacional del Cáncer han creado una constructa base de datos denominada Grid-Enabled Measures (GEM) para mejorar el uso y la reutilización de constructos.
En la filosofía de la ciencia, particularmente en referencia a las teorías científicas, un constructo hipotético es una variable explicativa que no es directamente observable. Por ejemplo, los conceptos de inteligencia y motivación se utilizan para explicar fenómenos en la psicología, pero ninguno es directamente observable. Un constructo hipotético se diferencia de una variable interviniente en que tiene propiedades e implicaciones que no se han demostrado en la investigación empírica. Estos sirven como guía para futuras investigaciones. Una variable interviniente, por otro lado, es un resumen de los hallazgos empíricos observados.

## Historia
Cronbach y Meehl (1955) definen un constructo hipotético como un concepto para el que no existe un único referente observable, que no puede ser observado directamente, y para el que existen múltiples referentes, pero ninguno de carácter global. Por ejemplo, según Cronbach y Meehl, un pez no es una construcción hipotética porque, a pesar de la variación en las especies y variedades de peces, existe una definición acordada para un pez con características específicas que distinguen a un pez de un pájaro. Además, se puede observar un pez directamente. Por otro lado, un constructo hipotético no tiene un único referente; más bien, los constructos hipotéticos consisten en grupos de comportamientos, actitudes, procesos y experiencias funcionalmente relacionados. En lugar de ver la inteligencia, el amor o el miedo, vemos indicadores o manifestaciones de lo que hemos acordado llamar inteligencia, amor o miedo.

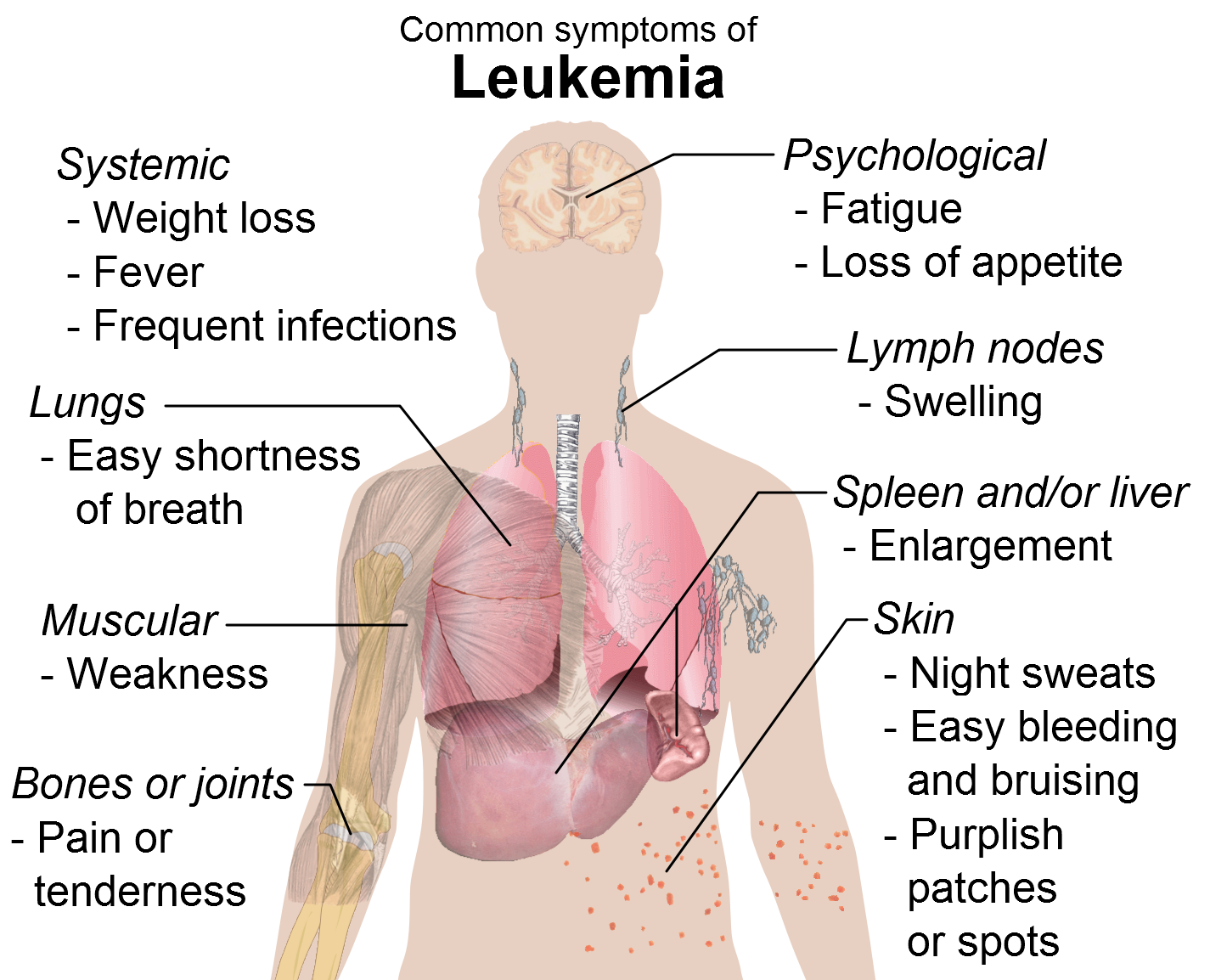
Enfermedades como la leucemia son conceptos explicativos importantes, pero no 'existen' de la misma manera que una piedra o un lápiz

McCorquodale y Meehl (1948) discutieron la distinción entre lo que llamaron variables intervinientes y estos constructos hipotéticos. Describen los constructos hipotéticos como que contienen un exceso de significado, ya que implican más que solo las operaciones por las que se miden.
En la tradición positivista, Boring (1923) describió la inteligencia como todo lo que mide la prueba de inteligencia. Como reacción a tales definiciones operacionales, Cronbach y Meehl (1955) enfatizaron la necesidad de ver constructos como la inteligencia como constructos hipotéticos. Afirmaron que no existe un criterio adecuado para la definición operativa de constructos como habilidades y personalidad. Por lo tanto, según Cronbach y Meehl (1955), un constructo útil de inteligencia o personalidad debería implicar más que simplemente puntajes de prueba. En cambio, estos constructos deberían predecir una amplia gama de comportamientos.